# Ариарат III (Кападокия)
Вижте пояснителната страница за други личности с името Ариарат.
Ариарат III (на старогръцки: Ἀριαράθης, Ariaráthēs, Ariarathes III.; † 220 пр.н.е.) е първият владетел на Кападокия през 255 пр.н.е. – 220 пр.н.е., който взема царската титла (basileus). Произлиза от династията Ариаратиди/Отаниди.

## Управление
Ариарат III става през 255 пр.н.е. съ-регент на баща си Ариарамна II, който успява да отблъсне селевкидското господство.
Ариарат III се жени за Стратоника III, дъщеря на селевкидския цар Антиох II и Лаодика I и се нарича от около 250 пр.н.е. цар.
След смъртта на баща му през 225 пр.н.е. той поема едноличното владение в Кападокия. Във вътрешните селевкидски конфликти за трона Ариарат се съюзява с Антиох Хиеракс, който не побеждава брат си Селевк II. Ариарат обаче, според Диодор, спечелва Катаония към Кападокия.
На трона го последва синът му Ариарат IV Евсеб.